# بطولة الدوري الأمريكي الدرجة الأولى
بطولة الدوري الأمريكي الدرجة الأولى (بالإنجليزية: USL League One)‏ هو دوري كرة قدم موجود في الولايات المتحدة يحتوي على 10 فرق وبدأ موسمه الافتتاحي سنة 2019.

## التاريخ
بدأت بطولة الدرجة الأولى في يناير 2017، ومن 1996 إلى 2009 قام دوري كرة القدم المتحدة بإدارة الدوريات في الأقسام الدنيا تحت أسماء مختلفة، بما في ذلك دوري الدرجة الأولى للولايات المتحدة، والقسم الثاني في الدوري الممتاز للولايات المتحدة الأمريكية. وفي 2 أبريل 2017 أعلن اتحاد دوري كرة القدم المتحدة أنه سيطلق دوري الدرجة الثانية الجديد في 2019، مع حد أدنى ثمانية أندية ومتطلبات أقل من دوري الدرجة الأولى كما أعلن أنه سيتم الإعلان عن العلامات التجارية وغيرها من المعلومات حول الدوري خلال صيف عام 2017.

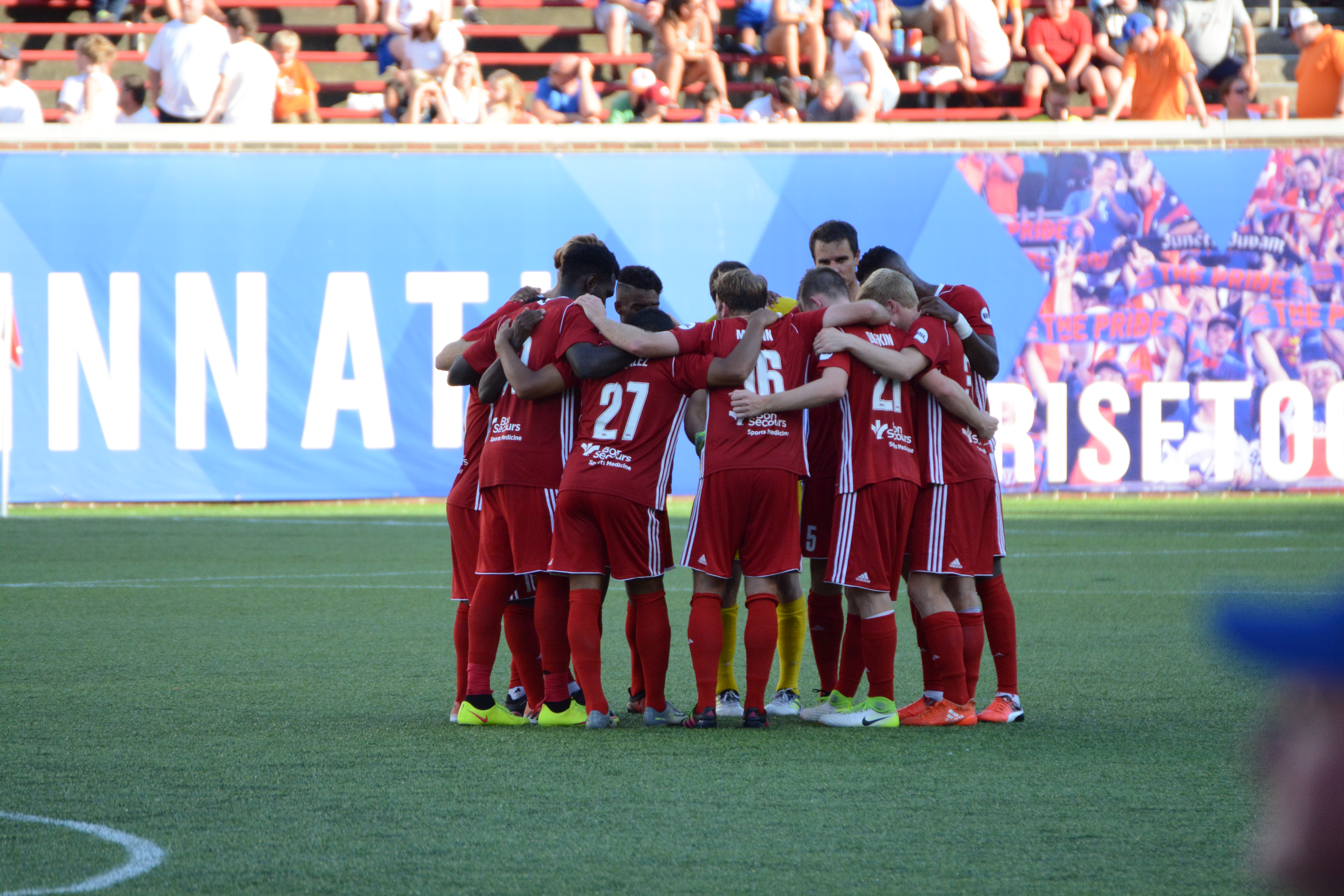
فريق ريتشموند كيكرز من أندية الدوري

## الفرق
- شاتانوغا ريد ويلفز
- نادي فورورد ماديسون
- غرينفيل ترمف
- لنسيغ إيجنيت
- نادي نورث تكساس
- أورلاندو سيتي 2
- ريتشموند كيكرز
- نادي تورمينتا
- نادي تورينتو 2
- نادي توكسون
- يونيون أوماها
- نادي بان
- نيو إنجلاند ريفوليشن 2
- انتر ميامي 2